# 翼突舌镖水蚤
翼突舌镖水蚤（学名：Ligulodiaptomus alatus）为镖水蚤科舌镖水蚤属的动物，是中国的特有物种。分布于广古等地，一般生活于池塘中。